# Smärtpunkten
Smärtpunkten är en svensk dramaserie som hade premiär på SVT Play den 19 april 2024 och SVT1 den 21 april samma år. Serien är regisserad av Sanna Lenken efter ett manus skrivet av Pelle Rådström som i sin tur är baserat på Elisabeth Åsbrinks granskande bok Smärtpunkten. Miniserien består av tre avsnitt.

## Handling
Serien kretsar kring Lars Noréns teaterprojekt 7:3 och dess konsekvenser. Historien började 1998 med ett ovanligt brev till dramatikern Lars Norén från Tidaholmsanstalten där några intagna ville sätta upp en pjäs. De intagna spelade sig själva på scen och två av dem uttryckte nazistiska åsikter. Dagen efter den sista föreställningen deltog Tony Olsson (en av de medverkande) i ett bankrån i Kisa, vilket ledde till att två polismän sköts till döds i de så kallade Malexandermorden.

## Rollista (i urval)
- David Dencik – Lars Norén
- Maria Sid – Isa Stenberg
- Einar-Hugo Strömberg – Carl Thunberg
- Martin Nick Alexandersson – Tony Olsson
- Linus Kajman Gustafsson – Ola Svensson